# Kondorfa
Kondorfa (sloveno: Kradanovci, tedesco: Kradendorf ) è un comune dell'Ungheria di 642 abitanti (dati 2001). È situato nella contea di Vas.